# Mandats d'arrêt de la Cour pénale internationale contre Vladimir Poutine et Maria Lvova-Belova
 (juin 2023).
La mise en forme du texte ne suit pas les recommandations de Wikipédia : il faut le « wikifier ».
Les points d'amélioration suivants sont les cas les plus fréquents. Le détail des points à revoir est peut-être précisé sur la page de discussion.
- Les titres sont pré-formatés par le logiciel. Ils ne sont ni en capitales, ni en gras.
- Le texte ne doit pas être écrit en capitales (les noms de famille non plus), ni en gras, ni en italique, ni en « petit »…
- Le gras n'est utilisé que pour surligner le titre de l'article dans l'introduction, une seule fois.
- L'italique est rarement utilisé : mots en langue étrangère, titres d'œuvres, noms de bateaux, etc.
- Les citations ne sont pas en italique mais en corps de texte normal. Elles sont entourées par des guillemets français : « et ».
- Les listes à puces sont à éviter, des paragraphes rédigés étant largement préférés. Les tableaux sont à réserver à la présentation de données structurées (résultats, etc.).
- Les appels de note de bas de page (petits chiffres en exposant, introduits par l'outil «  Source ») sont à placer entre la fin de phrase et le point final[comme ça].
- Les liens internes (vers d'autres articles de Wikipédia) sont à choisir avec parcimonie. Créez des liens vers des articles approfondissant le sujet. Les termes génériques sans rapport avec le sujet sont à éviter, ainsi que les répétitions de liens vers un même terme.
- Les liens externes sont à placer uniquement dans une section « Liens externes », à la fin de l'article. Ces liens sont à choisir avec parcimonie suivant les règles définies. Si un lien sert de source à l'article, son insertion dans le texte est à faire par les notes de bas de page.
- La présentation des références doit suivre les conventions bibliographiques. Il est recommandé d'utiliser les modèles {{Ouvrage}}, {{Chapitre}}, {{Article}}, {{Lien web}} et/ou {{Bibliographie}}. Le mode d'édition visuel peut mettre en forme automatiquement les références.
- Insérer une infobox (cadre d'informations à droite) n'est pas obligatoire pour parachever la mise en page.

Pour une aide détaillée, merci de consulter Aide:Wikification.
Si vous pensez que ces points ont été résolus, vous pouvez retirer ce bandeau et améliorer la mise en forme d'un autre article.

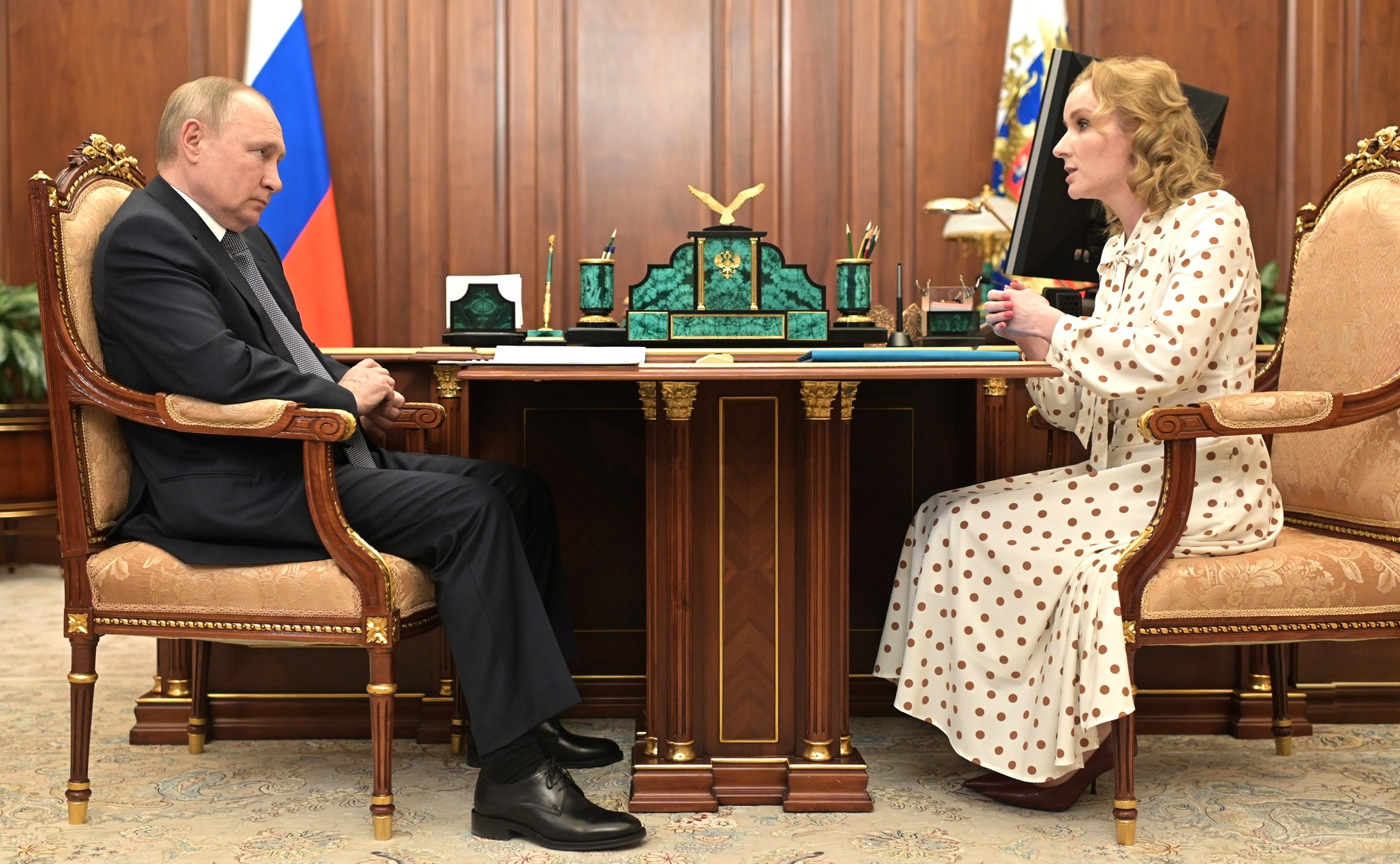
Vladimir Poutine (à gauche) s'adressant à Maria Lvova-Belova (à droite) au Kremlin lors de l'invasion russe de l'Ukraine.

Le 17 mars 2023, dans le cadre de son enquête, la Cour pénale internationale (CPI) a émis des mandats d'arrêt contre Vladimir Poutine, président de la Russie, et Maria Lvova-Belova, commissaire russe aux droits de l'enfant, supposant leurs responsabilités dans l'expulsion et le transfert illégaux d'enfants lors de l'invasion russe de l'Ukraine. Le mandat contre V. Poutine est le premier contre le chef d'État d'un membre permanent du Conseil de sécurité des Nations unies.
Si l'un ou l'autre met le pied sur le territoire d'un des 124 États membres de la CPI, ce dernier est obligé de détenir et de transférer V. Poutine et M. Lvova-Belova à la CPI.
En juin 2024, la CPI a également délivré des mandats d'arrêt à l'encontre de Viktor Sokolov, Sergueï Kobylach, Sergueï Choïgou et Valeri Guerassimov, tous officiers de l'armée russe accusés d'avoir dirigé des attaques contre des biens civils et d'avoir commis le crime contre l'humanité d'« actes inhumains » en vertu du Statut de Rome,,.

## Contexte

### Cour pénale internationale (CPI)
La Cour pénale internationale (CPI) est un tribunal international située à La Haye, aux Pays-Bas, créée en 1998 par le Statut de Rome.
La Russie et l'Ukraine ont tous deux signé le Statut de la CPI, mais aucun de ces deux pays ne l'a ratifié. La Russie a retiré sa signature du Statut en 2016 à la suite d'un rapport classant l'annexion de la Crimée par la Russie comme une occupation ; l'Ukraine quant à elle a accepté la compétence de la Cour sur son territoire en 2014, permettant à la Cour d'enquêter sur les crimes présumés commis au cours de la guerre russo-ukrainienne.
Le tribunal a bénéficié de l'entière coopération des autorités ukrainiennes.

### Guerre russo-ukrainienne (2014 -)
Le 4 février 2015, la Verkhovna Rada, le parlement de l'Ukraine, a demandé à la CPI d'enquêter sur les crimes contre l'humanité commis par les forces russes sur le territoire ukrainien depuis le 20 février 2014 et de demander des comptes aux hauts responsables de la fédération de Russie.
Le 24 février 2022, la Russie a envahi et occupé des parties de l'Ukraine dans un contexte d'escalade majeure de la guerre russo-ukrainienne, qui a commencé en 2014. Pendant l'invasion, la Russie a enlevé des milliers d'enfants ukrainiens dans les territoires ukrainiens occupés par la Russie et les a déportés vers la Russie.
Les autorités ukrainiennes enquêtent sur plus de 16 000 cas suspects d'expulsion forcée de mineurs. La Russie a quant à elle reconnu avoir transféré 2 000 enfants sans tuteur.
En mai 2022, Poutine a ordonné de simplifier la délivrance de la citoyenneté russe aux enfants orphelins ukrainiens. Le ministère ukrainien des Affaires étrangères a souligné qu'en faisant cela, "Poutine a légalisé de manière effective l'enlèvement d'enfants".
En septembre 2022, Lvova-Belova, commissaire aux droits de l'enfant de Russie, a décrit la manière dont les enfants ukrainiens enlevés étaient initialement hostiles à la Russie et à Poutine, mais après le processus d'"intégration", l'attitude négative des enfants s'est progressivement "transformée en amour".

## Droit international
Du point de vue du droit international, l'expulsion forcée de mineurs est considérée comme un crime contre l'humanité, :
- Selon la « Convention de Genève de 1949 sur la protection des personnes civiles en temps de guerre », les occupants n'ont pas le droit de changer l'état civil des enfants[12] ;
- La Russie a également violé l'article 7 de la Convention des Nations Unies relative aux droits de l'enfant, qui garantit le droit des enfants à un nom et à l'acquisition de la citoyenneté[16] ;
- L'article II de la Convention de 1948 pour la prévention et la répression du crime de génocide stipule que « le transfert forcé d'enfants d'un groupe national, ethnique, racial ou religieux à un autre » est un acte de génocide[17] ;
- La Russie a ratifié la Convention de sauvegarde des droits de l'homme et des libertés fondamentales, selon laquelle "nul ne peut être expulsé, individuellement ou collectivement, du territoire de l'Etat dont il est ressortissant"[18].

La commission d'enquête des Nations unies a qualifié la déportation d'enfants ukrainiens par les forces russes de crime de guerre.
Plusieurs pays ont officiellement reconnu les événements en cours en Ukraine comme un génocide perpétré par les forces russes. La liste des pays comprend l'Ukraine, la Pologne, l'Estonie, la Lettonie, le Canada, la Lituanie, la République tchèque, l'Irlande.

## Accusations

États parties à la CPI
États signataires mais non ratifiants du Statut de Rome
États signataires ayant retiré leur signature
Anciens États parties à la CPI
États non signataires et non parties au Statut de Rome

Les accusations portées contre Vladimir Poutine et Maria Lvova-Belova sont fondées sur des motifs raisonnables selon lesquels ces derniers sont responsables de "l'expulsion et du transfert illégaux d'enfants ukrainiens des zones occupées de l'Ukraine vers la fédération de Russie, contrairement à l'article 8(2)(a)( vii) et l'article 8(2)(b)(viii) du Statut de Rome ».
La CPI a identifié « au moins des centaines d'enfants [ukrainiens] emmenés dans des orphelinats et des foyers pour enfants » par les forces russes. Selon Karim Khan, le procureur en chef du tribunal, ces déportations, faites avec l'intention d'éloigner définitivement les enfants de leur propre pays, constituaient une violation de la Convention de Genève et constituaient des crimes de guerre.

## Évaluations
Selon le professeur de droit international de l'Université de Copenhague, Kevin Jon Heller :
« C'est un événement incroyablement important. Ce n'est pas tous les jours qu'un chef d'État en exercice est inculpé par une cour internationale. Mais, bien sûr, les chances d'arrêter Poutine dans un avenir proche sont extrêmement minces. »
Selon le journaliste russe Alexandre Baunov, le mandat de La Haye rendra difficile pour Poutine un rapprochement avec ce qu'on appelle le « Sud global », avec lequel il tente de construire des relations en opposition à l'Occident qui lui est hostile. Baunov note que bien que des partenaires majeurs de la Russie, comme la Chine, l'Inde et la Turquie, ne reconnaissent pas la juridiction de la CPI, la majorité des pays d'Afrique et d'Amérique latine la reconnaissent.